# 阿尔弗雷德·卡斯特勒广场

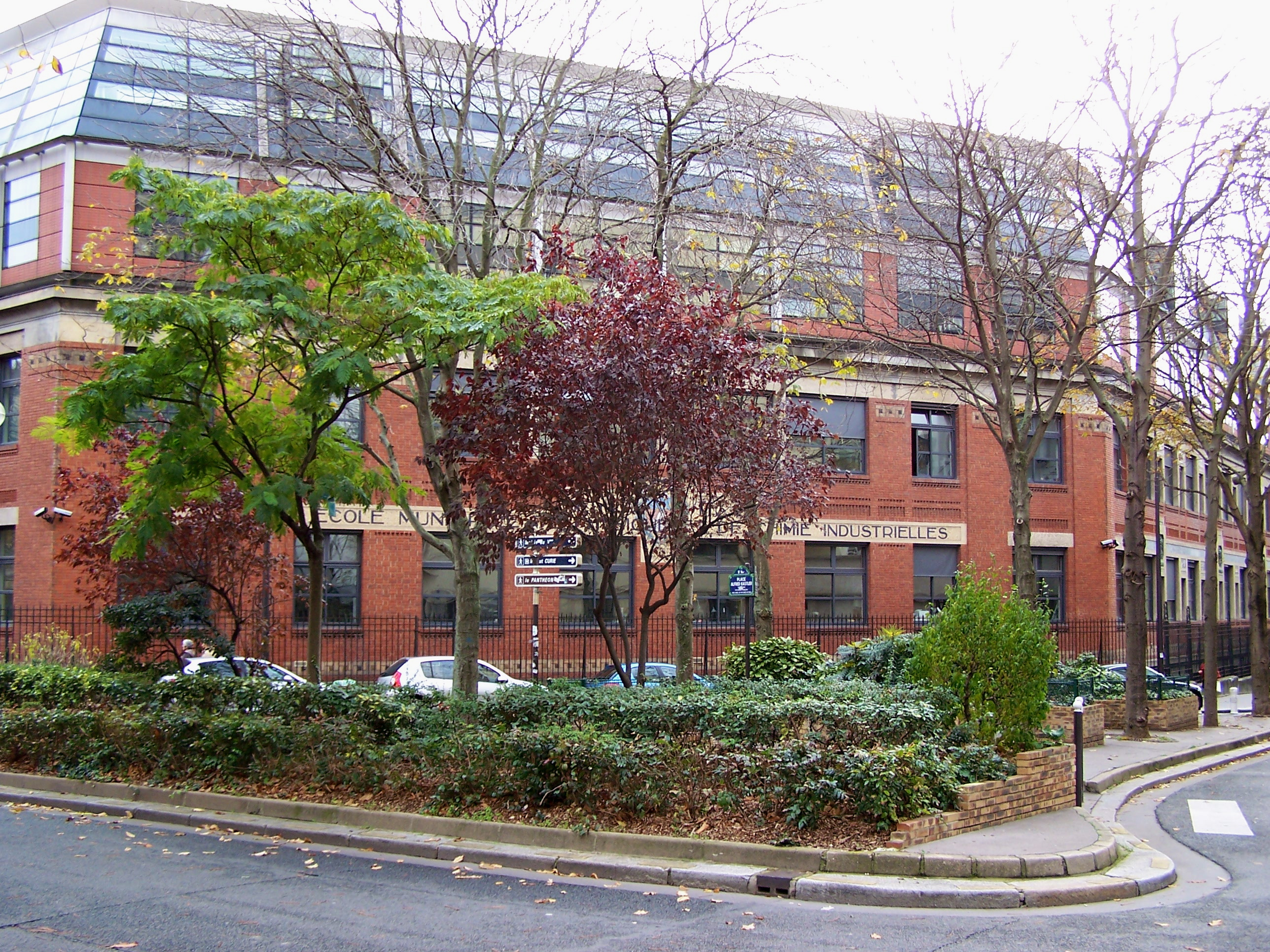

阿尔弗雷德·卡斯特勒广场（Place Alfred-Kastler）是巴黎第五区的一个三角形广场。长28米，宽12米。伊拉斯谟路（Rue Érasme）、Rue Rataud, Rue Pierre-Brossolette交汇于此。

## 交通
附近的地铁站是大区快铁B线的卢森堡站。

## 名称
阿尔弗雷德·卡斯特勒广场得名于物理学家阿尔弗雷德·卡斯特勒 (1902-1984)。

## 历史
阿尔弗雷德·卡斯特勒广场命名于1996年12月5日。

## 建筑
- 巴黎高等师范学院和巴黎高等物理化工学院